# Manel Expósito
Manel Expósito i Presseguer (* 29. November 1981 in Vic) ist ein ehemaliger spanischer Fußballspieler.

## Karriere
Expósito spielte zunächst in seiner Heimatstadt Vic und wechselte später zum FC Barcelona, wo er in der zweiten Mannschaft spielte. Am 16. November 2003 lief er bei einem Freundschaftsspiel gegen den FC Porto für die erste Mannschaft des FC Barcelona auf, 2004 spielte er ebenfalls in einem Freundschaftsspiel gegen Olympique Marseille für die Profimannschaft. 
Zwischen 2004 und 2011 war er in diversen spanischen Vereinen aus den unteren Ligen aktiv, ehe er nach Neuseeland zu Auckland City FC in die New Zealand Football Championship wechselte. In der Saison 2010/2011 absolvierte er dort in der Liga und der OFC Champions League elf Saisonspiele und erzielte dabei acht Tore. In der Liga schaffte er mit Auckland den Finaleinzug in den Play-offs, dort verlor das Team jedoch gegen Waitakere United trotz des zwischenzeitlichen Ausgleichs zum 2:2 durch Expósito mit 2:3. Eine Woche nach der Finalniederlage gewann Expósito schließlich die OFC Champions League nach Hin- und Rückspiel gegen Amicale FC, wobei der Spanier zwei Tore und zwei Torvorlagen zum Titelgewinn beisteuerte.
In der Saison 2011/2012 konnte Expósito seine Saisonbilanz verbessern und erzielte in 24 Spielen 15 Tore und 11 Torvorlagen, gewann den ASB Charity Cup und die OFC-Champions-League. Außerdem gab er sein Debüt bei der FIFA Klub-WM gegen Kashiwa Reysol, welches jedoch verloren wurde. Die darauffolgende Saison endete noch erfolgreicher für den Spanier mit 17 Toren und acht Torvorlagen in 27 Spielen für Auckland City, trotz zwei Treffern im Endspiel um die Meisterschaft konnte sein Team jedoch erneut keinen nationalen Titel gewinnen. Auch das Cupfinale wurde verloren, doch Auckland schaffte mit Expósito den erneuten Gewinn der OFC Champions League im Finale gegen den Rivalen aus Waitakere. Zu diesem Titel steuerte Expósito sechs Tore bei.
Von 2013 bis 2015 spielte Expósito noch für den belgischen Verein KAS Eupen und beendete dann seine aktive Karriere. Seitdem ist er im vierten Jahr Co-Trainer der Ostbelgier.

## Erfolge
- OFC-Champions-League-Sieger 2011, 2012, 2013
- ASB-Charity-Cup-Sieger 2012
- OFC-Champions-League-Torschützenkönig 2012